# Heinrich Karl Philibert Orth
Heinrich Karl Philibert Orth (* 31. März 1733 in Heilbronn; † 21. August 1795 ebenda); war 1794/95 Bürgermeister von Heilbronn.

## Leben
Der älteste Sohn des Bürgermeisters Georg Heinrich Orth immatrikulierte sich am 1. April 1752 an der Uni Tübingen.
Er war erst Pfarrschreiber, dann Archivar, und gehörte 1770 dem kleinen, inneren Rat („von den burgern“) an, war ab 1789 Steuerherr und ab 1. Juli 1794 Bürgermeister von Heilbronn.

## Familie
Er war 1756 verheiratet mit Catherina Salome Weigand, der Tochter eines württembergischen Hofkammerrats aus Wimpfen, und hatte mit ihr eine Tochter und zwei Söhne: Heinrich Friedrich und Georg Ludwig. Der 1760 geborene Heinrich Friedrich Ludwig Orth immatrikulierte sich für Jura an der Karlsschule Stuttgart und machte dort die Bekanntschaft mit Friedrich Schiller. Er trat zwar in die Heilbronner Ratshierarchie ein, führte jedoch einen anstößigen Lebenswandel (man nannte ihn den „Sauorthle“), so dass er nach dem Tod des Vaters von seiner Gerichtsstelle entlassen wurde. Er zog dann als Musiker durchs Land und ist dabei verschollen. Sein Bruder Georg Ludwig Eberhard Orth (1767–1828) versuchte sich erfolglos als Kaufmann, verließ Heilbronn 1808 und starb kinderlos.